# Debra Brown
 (août 2009).
Si vous disposez d'ouvrages ou d'articles de référence ou si vous connaissez des sites web de qualité traitant du thème abordé ici, merci de compléter l'article en donnant les références utiles à sa vérifiabilité et en les liant à la section « Notes et références ».
Pour les articles homonymes, voir Brown.
Debra Brown et Alton Coleman perpétrèrent plusieurs meurtres et crimes violents au cours de l'été 1984 aux États-Unis.

## Jeunesse d'Alton Coleman et Debra Brown
Alton Coleman naquît le 6 novembre 1955 à Waukegan dans l'Illinois à Chicago aux États-Unis où il fut éduqué par sa mère, une prostituée et sa grand-mère maternelle. Brimé par ses camarades à cause d'une possible énurésie qui lui valut le surnom de Pissy et un possible retard mental, il arrêta l'école assez tôt. Il était bien connu des services de police. Entre 1973 et 1983, il fut accusé de plusieurs délits s'orientant peu à peu vers des crimes à caractère sexuel.
Debra Brown est bien loin de ce portrait sordide de criminel endurci. Née en 1962, elle est la cinquième de onze enfants et serait reconnue comme étant attardée mentale légère (son QI aurait été évalué comme étant entre 59 et 74). Son enfance ne fut pas non plus toute rose puisqu'elle aurait souffert de traumatismes physiques et fut décrite comme une «personne dépendante». Elle était fiancée à un autre homme lorsqu’elle rencontra Alton Coleman en 1983, mais quitta sa famille et déménagea avec lui peu après. Debra Brown n'aurait jamais été violente et n'eut pas de problèmes avec la loi avant de rencontrer Coleman ce qui, avec son handicap mental, explique sans doute pourquoi le gouverneur de l'Ohio, malgré la violence inouï des crimes commis par Debra commua sa condamnation à mort en peine d'emprisonnement à vie.
Malgré son passé non violent avant la tuerie, Debra demeure coupable et fière de ses agissements. À l'énoncé de la sentence de son premier procès en Ohio, Debra envoya une note au juge contenant la phrase : « I killed the bitch and I don't give a damn. I had fun out of it » (« J’ai tué cette salope et je m’en fiche. J’ai eu du plaisir à le faire »).

## Détails des meurtres
Victimes du couple Brown-Coleman (uniquement les personnes décédées) :
- Une jeune fille de 14 ans, fille d'un ami de Coleman, violée et tuée
- Vernita Wheat, 9 ans, étranglée
- Tamika Turks, 7 ans, étranglée
- Donna Williams, 25 ans, étranglée
- Virginia Temple et sa fille Rachelle âgée de 9 ans, retrouvées étranglées dans leur maison en présence des autres enfants (en bas âge) de Virginia
- Charlene Walters, adulte, battue à mort et étranglée, trouvée à côté de son mari laissé pour mort, par sa fille Sheri
- Un homme de 77 ans au cours d'un vol de voiture

### Mai1984
Leurs crimes commencèrent en mai 1984 lorsque Alton Coleman se lia d’amitié avec Juanita Wheat qui vivait à Kenosha dans le Wisconsin, et était la mère d’une fillette de 9 ans, Vernita. Le 29 mai 1984, Coleman enleva Vernita et l’amena à Waukegan dans l’Illinois. Son corps fut découvert le 19 juin 1984 dans un édifice abandonné, à quatre pâtés de maisons de l’appartement de la grand-mère de Coleman. Le corps était en décomposition. La cause de la mort fut rapidement identifiée : étranglement par ligature.
Le 31 mai 1984, Alton Coleman se lia d’amitié avec Robert Carpenter à Waukegan dans l’Illinois et passa la nuit dans sa maison. Le lendemain, il emprunta la voiture de Carpenter pour se rendre au magasin et ne revint jamais.

### Juin 1984
En juin 1984, Coleman et Brown apparurent à Gary en Indiana, où ils rencontrèrent, le 18 juin deux jeunes fillettes, Annie, 9 ans, et sa tante Tamika Turks, 7 ans. Les deux petites filles rentraient chez elles après avoir été acheter des bonbons lorsqu'ils rencontrèrent Alton Coleman et Debra Brown. Ils convainquirent les fillettes de venir avec eux jouer à un jeu dans les bois. Après avoir dénudé partiellement et battue Tamika, ils violèrent tous deux Annie puis la frappèrent jusqu'à ce qu'elle soit inconsciente. Ils étranglèrent ensuite la petite Tamika à l'aide d'un élastique de drap de lit. Elle fut retrouvée non loin d'Annie, dans des buissons. Annie survécut mais ses blessures, notamment au niveau du vagin étaient très graves.
Le jour de la découverte du corps de Tamika, Coleman se lia d’amitié avec Donna Williams, 25 ans, de Gary dans l’Indiana. Le 11 juillet 1984, le corps décomposé de Williams fut découvert à Détroit, à environ un kilomètre de l'endroit où sa voiture fut retrouvée. Encore une fois, la cause de la mort était l’étranglement par ligature.
Le 28 juin 1984, Coleman et Brown entrèrent dans la maison de M. et Mme. Palmer Jones de Dearborn Heights dans le Michigan. Palmer fut menotté par Coleman puis sauvagement battu. Mme. Jones fut aussi attaquée. Coleman arracha le téléphone de Jones du mur et vola leur argent et leur voiture.

### Juillet1984
Le 4 juillet 1984, Coleman et Brown allèrent à Toledo dans l'Ohio, où Coleman se lia d’amitié avec Virginia Temple, la mère de plusieurs enfants. L'aînée était Rachelle, âgée de 9 ans. Lorsque Virginia commença à ne plus entrer en contact avec sa famille, ils se questionnèrent sur les enfants et en entrant dans la maison, ils trouvèrent les jeunes enfants seuls et apeurés. Les corps de Virginia et Rachelle furent découverts dans un petit espace. Un bracelet manquait à la maison et fut trouvé à Cincinnati dans l’Ohio, sous le corps de Tonnie Stoney. La cause de la mort de Virginia et Rachelle fut l’étranglement.
Le matin des meurtres de Virginia et Rachelle, Coleman et Brown entrèrent dans la maison de Frank et Dorothy Duvendack de Toledo où Coleman attacha le couple avec les câbles du téléphone et d'autres appareils. Coleman et Brown prirent de l'argent et la voiture des Duvendack. Les montres de Mme. Duvendack furent volées et retrouvées plus tard sous une autre victime.
Plus tard cette même journée, Coleman et Brown apparurent dans la maison du révérant Gay et de sa femme à Dayton dans l'Ohio. Ils restèrent avec eux à Dayton puis les accompagnèrent à Lockwood dans l'Ohio le 9 juillet à un service religieux. Le 10 juillet, les Gays laissèrent Coleman et Brown au centre-ville de Cincinnati.
Les enquêteurs du FBI ayant fait le rapprochement entre certains des différents crimes et délits du couple ajouta Alton Coleman à la liste des criminels les plus recherchés le 12 juillet 1984.
Coleman et Brown se rendirent à Norwood dans l'Ohio à vélo le 13 juillet où ils arrivèrent vers 9h30. Selon la déposition d'Harry Walters, le couple les aurait approchés lui et sa femme grâce à la petite annonce qu'ils avaient passé pour vendre leur véhicule. Alors qu'Alton et Harry discutaient du prix, Alton aurait saisit un objet lourd, faisant mine de l'admirer puis frappé Harry à l'arrière du crâne. La force du choc envoya un bout d'os crânien dans le cerveau d'Harry Walters qui en garde quelques séquelles.
Sheri Walters, la fille de Harry et Marlene, revint du travail vers 15h45 et trouva, en bas des escaliers de la cave, son père, à peine vivant, et sa mère, morte. Ils avaient tous deux la gorge ligaturée et les pieds attachés avec des câbles électriques. La tête de sa mère était couverte d’un drap ensanglanté.
Le coroner indiqua que Marlene Walters avait été frappé à la tête approximativement 20 à 25 fois. Douze lacérations, quelques-unes ayant été faites avec une paire de poignées de vis, couvraient son visage et son cuir chevelu. L'arrière de son crâne était écrasé en morceaux. Des parties de son crâne et de son cerveau manquaient.
L'entrée et le sous-sol de la maison étaient maculés de sang. Des fragments d’une bouteille de soda brisée, avec des empreintes de Coleman, furent retrouvés dans le salon. Des mèches de cheveux de Marlene Walters furent retrouvés sur un support à magazines couvert de sang qui se situait aussi dans le salon. Des jeux d'empreintes de pas ensanglantées distinctes furent observées au sous-sol.
La voiture familiale, une Plymouth Reliant rouge, n'était plus là. De l'argent, des bijoux et des chaussures avaient été volés.
Deux jours plus tard, la Plymouth fut retrouvée abandonnée dans le Kentucky. Le couple kidnappa alors Oline Carmichael Jr., un professeur de Williamsburg dans le Kentucky, et retournèrent à Dayton avec leur victime enfermée dans le coffre de la voiture. Le 17 juillet, à Dayton, ils abandonnèrent le véhicule volé et Carmichael fut sauvé par les autorités.
Coleman et Brown réapparurent à la maison de Millard et Kathryn Gay. Le révérant Gay reconnu Coleman, qui, depuis leur dernière rencontre était devenu un fugitif, et lui et sa femme furent accostés avec des fusils. Ils ne tuèrent pas le couple. Coleman et Brown prirent leur voiture et retournèrent vers Evanston.
Sur le chemin du retour, ils prirent le temps de voler une autre voiture, tuant l’homme de 77 ans à qui elle appartenait.

## Capture et procès
Le 17 juillet 1984, Alton Coleman devint le 388e fugitif de la liste des criminels les plus recherchés par le FBI.
Le 20 juillet 1984 à Waukegan dans l’Illinois, un homme ayant connu Coleman s'arrêta à un feu rouge. Alors qu’il attendait que le feu passe au vert, Coleman et Brown traversèrent la rue devant sa voiture. Il ne connaissait Coleman que de vue, mais le reconnut. Alors que Coleman et Brown continuaient à marcher vers l'ouest, le témoin conduisit au nord jusqu’à une station service d'où il appela la police.
L'information fut relayée et une description des deux fugitifs fut diffusée. Alors que les officiers passaient au peigne fin la région, un détective vit Coleman et Brown dans le parc Mason qui était vide, mais nota qu’ils portaient des vêtements différents de ceux précédemment décrits. Le détective informa les autres unités alors que deux sergents conduisaient vers le parc. Alors qu’ils entendaient la diffusion, ils se tournèrent et les virent. Tandis qu'ils s'approchaient de Coleman, ils virent de loin Debra Brown marchant à l'opposé de leur direction.
Le détective se joint aux deux sergents et Coleman fut interrogé. Pendant ce temps, deux autres officiers arrêtèrent Brown alors qu’elle essayait de quitter le parc. Elle fut fouillée et un fusil fut trouvé dans son sac. Coleman n’avait pas de pièce d'identité et nia être Alton Coleman. Coleman et Brown furent mis en détention au poste de police d'Evanston où ils furent tous les deux identifiés à grâce à leurs empreintes digitales.
Dans le poste de police, Coleman fut fouillé au corps et un couteau à viande fut retrouvé entre deux paires de bas qu’il portait. Lorsqu’ils furent mis en garde à vue, ils avaient un sac plein de vêtements et accessoires divers. Ils s’arrêtaient tous les trois ou quatre pâtés de maisons pour changer de vêtements et de casquettes.
Une semaine après leur arrestation, plus de 50 officiels de la police de l'Illinois, du Wisconsin, du Michigan, de l'Indiana, du Kentucky et de l'Ohio se rencontrèrent pour planifier leur stratégie pour poursuivre Coleman et Brown. Le Michigan, qui n'applique pas la peine de mort, fut rapidement éliminé et, finalement, l’Ohio fut désigné.

## Appels et exécution
L'Ohio réussit à faire condamner Coleman et Brown sur deux accusations de meurtres aggravés (en mai 1985 pour le meurtre de Tonnie Storey et en juin 1985 pour le meurtre de Marlene Walters), en plus d'une pléthore d’autres crimes violents. Ils ont tous les deux été condamnés à être exécuté et les appels prolongés commencèrent. Le cas de Coleman se rendit en Cour suprême des États-Unis plusieurs fois entre 1985 et 2002, mais ces divers arguments disant que sa condamnation et peine capitale étaient non constitutionnels ne réussirent pas à convaincre la justice.
Debra Denise Brown était également supposée être exécutée dans l'Ohio, mais en 1991 sa peine capitale fut commuée par en une peine de prison à vie par le gouverneur de l'Ohio, Richard Celeste. Elle est encore sous le coup d'une peine capitale pour le meurtre que le duo a commis en Indiana. Debra Brown purge sa peine, sans possibilité de libération conditionnelle, dans une prison pour femmes à Marysville dans l'Ohio.